# August Rehder

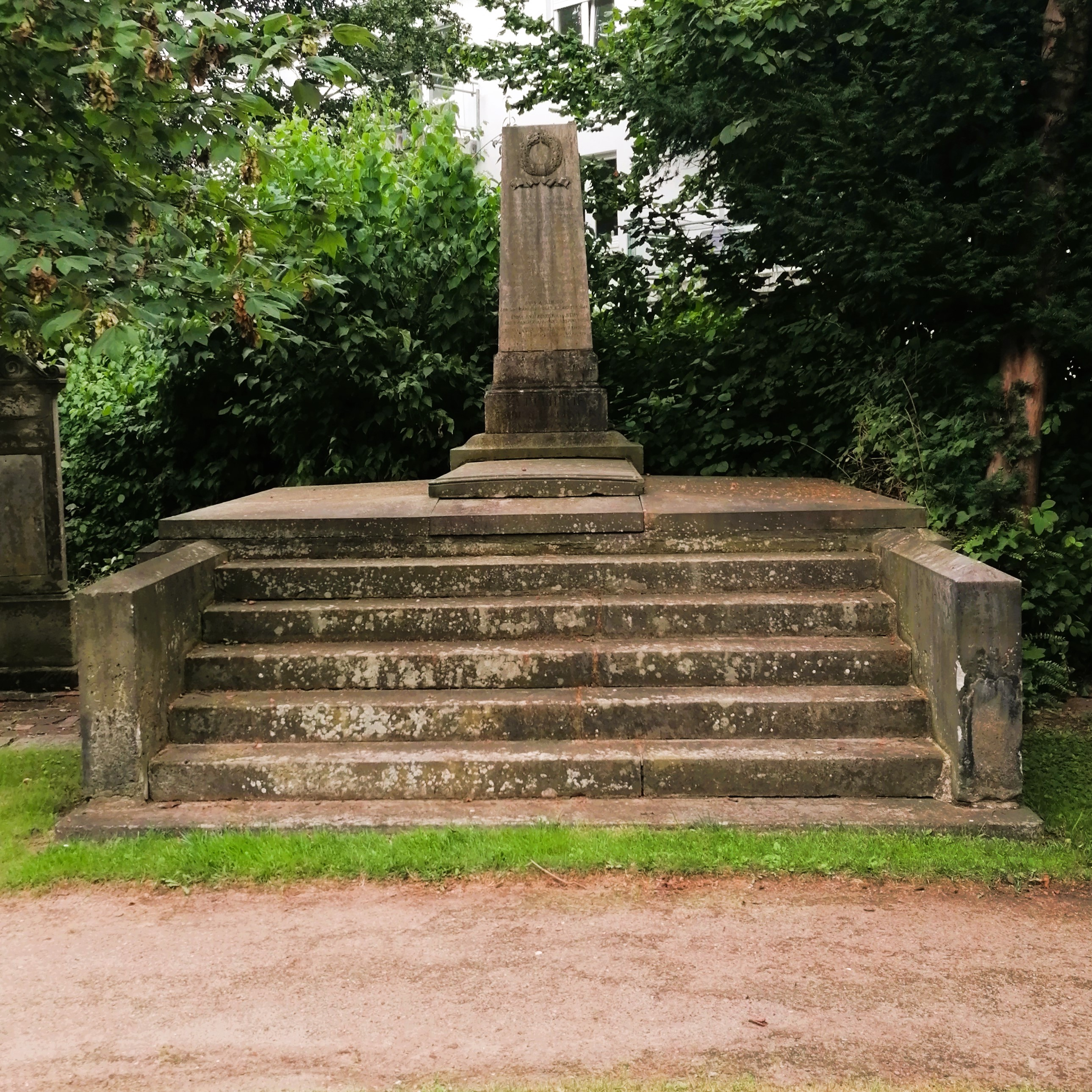
Rehder’sches Familiengrab auf dem St. Lorenz-Friedhof in Lübeck.

August Rehder (* 13. Juli 1819 in Lübeck; † 18. März 1885 ebenda) war ein deutscher Kaufmann, königlich belgischer Konsul und Mitglied der Lübecker Bürgerschaft.

## Leben

### Herkunft
Sein Vater zeichnete sich durch Humanität und Herzensgüte aus. Von bescheidenen Anfängen ausgehend, entwickelte August Peter Rehder die A. P. Rehder zu einer der sowohl bekanntesten als auch geachtetsten Firmen Lübecks. Ursprünglich war diese im schwedischen Geschäft und der Holzbranche etabliert.
Die Familie Rehder war mit der Familie Possehl bekannt. Nach seiner Schulzeit wurde Emil Possehl bei ihm ausgebildet. Als Vorsteher im Füchtingshof hatte dieser seinerzeit die Aufnahme Catharina Possehls, Emils Großmutter, protokolliert.
Bereits zur Zeit der „alten“ Collegiatbürgerschaft als auch der späteren Repräsentativverfassung nahm er rege an den Interessen des Gemeinwesens teil.
Als er am Abend des 31. Juli 1873 verstarb, hatte sich der Hochbetagte jedoch bereits vor Jahren von der öffentlichen und geschäftlichen Tätigkeit zurückziehen müssen.
Sein jüngerer Sohn fand in London seine zweite Heimat. Dort betrieb er mit der Firma Rehder & Co. ein namhaftes Geschäft. Für seine Vaterstadt behielt dieser jedoch ein lebhaftes Interesse und förderte viele sich dem Kaufmannsstand widmende Söhne Lübecks in seinem Geschäft in deren Ausbildung. Christoph Adolph Rehder verstarb im 66sten Lebensjahr am 3. Mai 1892.

### Laufbahn
Rehders Tätigkeitsschwerpunkt lag in der Leitung des ausgebreiteten Holzgeschäftes seiner Firma und dem Betrieb einer bedeutenden Reederei. Um das Erstere zu fördern, erwarb er die große Forste umfassende Herrschaft Immediatstadt Stolzenberg.
Nachdem der Geheime Legationsrat Daniel Georg Heinrich Bölsche (1816–1882) bedingt durch sein Ausscheiden aus dem lübeckischen Staatsverband die von ihm geführten Konsulate des Königreich Belgiens und des Herzogtums Braunschweig in Lübeck niedergelegt hatte, wurde Rehder zum belgischen Konsul ernannt. Nach seinem Tod wird sein Sohn James zu seinen Nachfolger ernannt.
Als anerkannte Kapazität in Finanzsachen war Rehder auch Mitglied im Verwaltungsrat mehrerer auswärtiger Banken und Aktiengesellschaften.
Kurz nach seiner Rückkehr aus Kissingen war seine Gesundheit erschüttert, sollte sich nicht mehr erholen und er verstarb am Vormittag des 18. März 1885.

### Wirtschaftsförderer
Wiederholt gehörte Rehder der Lübecker Handelskammer als Mitglied an.

Commerz-Bank

Rehder war ununterbrochen Aufsichtsratsmitglied der Commerz-Bank und der „Lübecker Bank“. Letztere wurde von ihm mitgegründet. Ihr Vorstand bestand aus Wilhelm Brehmer (Vorsitz), ihm (Stellvertreter), Cay Dietrich Lienau, Heinrich Mann sen., Johannes Schramm, J. A. Wolpmann, Wilhelm Spiegeler und Hermann Otte. Als solche waren sie zur gemeinschaftlichen Zeichnung der Firma berechtigt. Sie gründeten die am 2. Januar 1872 ihre Geschäftstätigkeit aufnehmende „Lübecker Bank“. Am 16. März 1872 überreichte der Aufsichtsrat der Bank zum Dank für seine Bemühungen um die Gründung derselben einen, wie es hieß prachtvollen, silbernen Tafelaufsatz.
Auf der Generalversammlung der Deutschen Lebensversicherungsgesellschaft wurde am 22. Juni 1874 Rehder an Stelle des abtretenden Konsuls Herrmann Fehling in deren Verwaltungsrat gewählt. In seine Stelle im Vorstand der deutschen „Lebensversicherungs-Gesellschaft“ wurde der Senator Mann erwählt.
Die „Lübecker Dampffschifffahrts-Gesellschaft“ ist unter der Direktion der Herren Rehder, H. J. Damm und W. Schernikau stehende „Hanseatische Dampffschifffahrts-Gesellschaft“ erweitert worden. Diese sollte eine regelmäßige Dampfschifffahrt zwischen Lübeck und den nordischen Ländern – Petersburg, Reval, Riga und Libau – herstellen und zu diesem Zwecke neben dem schon fahrenden Dampfer Sirius in Bau befindlichen ins Auge fassen. Anstelle des Verstorbenen beruft die „Lübecker Dampffschifffahrts-Gesellschaft“ im April 1885 dessen Sohn James in den Vorstand.
Auf der Hauptversammlung der Aktiengesellschaft „Casino“ am 30. März 1877 wurde der Jahresbericht nebst Abrechnung vorgelegt und darauf dem Verwaltungsausschuss daraufhin Decharge erteilt. Um die Lokalitäten dem neuen Ökonom Scharffenberg in anständigem Zustand übergeben zu können, war eine Geldmittelbeschaffung erforderlich. Auf Antrag des Ausschusses wurde hierfür die Aufnahme eines Pfandpostens auf eines seiner Gebäude genehmigt. Rehder, Heinrich Erasmi und Ernst Christian Johannes Schön wurden als austretende Ausschussmitglieder wiedergewählt, Crome und Krohn zu Revisoren ernannt. Die Prioritätsaktien Nr. 8 und 312 wurden ausgelost. In der am 15. April 1881 abgehaltenen Generalversammlung der Gesellschaft wurde er, der turnusmäßig aus der Direktion ausschied, in jene wieder gewählt.
Der aus Heinrich Theodor Behn (Vorsitz), Thomas Johann Heinrich Mann, Johannes Albrecht Suckau, sowie Dres. Carl Herm. Heinr. Franck und Robert Peacock bestehende lübeckische Zweig des Vereins für Hebung der Fluß- und Canalschiffahrt wuchs 1878 um Rud. Carl Müller, Hinrich Christian Otto, Georg Wilhelm Stange und ihn an. Es wurde die von Baurat Carl August Wilhelm Lohmeyer aus Ratzeburg vorgetragene projektierte Korrektur des Stecknitzkanals, welche am 29. Mai 1878 auf der Hauptversammlung in Berlin als Tagesordnungspunkt durch den lübeckischen Vorsitzenden zu vertreten war, diskutiert und gebilligt.
Auf der am 28. Oktober 1878 in Mölln abgehaltenen Versammlung des vereinigten Lübeck-Lauenburgischen Elb-Trave-Canal-Comites, an welcher die Herren Rehder, Stange und Franck aus Lübeck teilnahmen, wurden der Bericht über die Vorarbeiten für den Kanalbau und die an die preußische und lübeckische Regierung sowie an die Ritter- und Landschaft des Kreises Herzogtum Lauenburg zu richtenden Schreiben fertiggestellt.
Am 20. April 1885 wurden auf der Generalversammlung wurden die beiden turnusmäßig ausscheidenden Mitglieder August Sartori und Georg Eduard Tegtmeyer wieder und Konsul G. Eschenburg für den Verstorbenen erwählt.

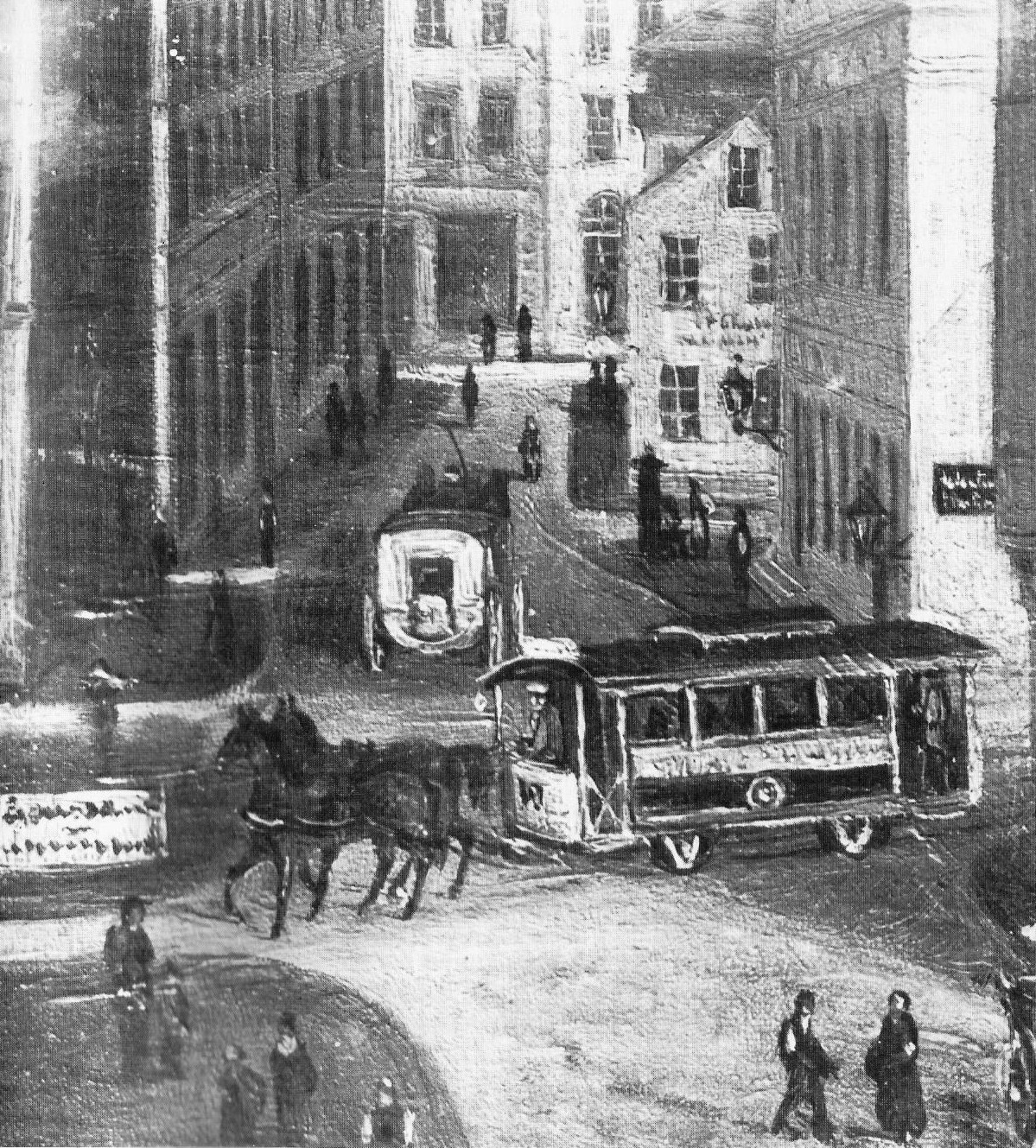
Pferdeeisenbahn

Am im Saal des Hôtel du Nord fand am 10. Dezember 1880 die erste von Regierungsrat v. Warnstedt geleitete Generalversammlung der Aktionäre der Lübecker Pferdeeisenbahn-Gesellschaft statt. Er führte aus, dass zunächst nur eine außerhalb des Burgtor beginnende zum Kolosseum laufende Linie gebaut werden solle. Nachdem man jedoch den Wert des Beförderungsmittels einer Pferdeeisenbahn kennengelernt haben werde, sich die Abneigung gegen die erstgenannte Linie nach dem Bahnhof und vor das Holstentor in ein Bedürfnis wandeln werde. Als die hierfür geeignetste Linie wurde ein durch die Beckergrube laufender oder oberhalb der Mengstraße abzweigender Schienenstrang angesehen. Als Mitglieder des Verwaltungsrates wurden daraufhin v. Warnstedt, Hermann Fehling und Tegtmeyer, Ersatzmann Rodde, und für den Aufsichtsrat August Rehder, Johann Hermann Eschenburg und Friedrich Carl Sauermann, Ersatzmann Wilhelm Heinrich Heyke, erwählt.
Auf der Generalversammlung am 20. März 1885 wählte man Heyke in Stelle des Verstorbenen in den Aufsichtsrat. An die Stelle von Konsul Rehder im Verwaltungsrates ist Konsul P. H. Rodde eingetreten.
Am 8. April 1884 nahm die Versammlung der Kaufmannschaft die Wahl eines Mitgliedes der Handelskammer in die Stelle des im Vormonat anstelle seines verstorbenen Vaters in den Senat gewählten Johann Hermann Eschenburg vor. Hierfür waren neben Rehder, Gossmann und Franck vorgeschlagen.
Im Juni 1885 wurde anstelle des Verstorbenen der Eutiner Kaufmann Johannes Janus in den Vorstand des Eutin-Lübecker Eisenbahn gewählt.

### Politik
Rehder war ein langjähriges Mitglied der Bürgerschaft und des Bürgerausschusses. Zum Wortführer des Bürgerausschusses wurde 1871 Richter Joach. Ludo. Christ. Priess, zu seinem ersten Stellvertreter Carl Wilh. Weber und zum zweiten Stellvertreter Rehder gewählt.
Am 19. März 1872 wählten Mitglieder des Rat- und Bürgerausschusses ihn zum Mitglied der Geheimkommission zur Beratung über einen Verkauf der im Besitz des Lübeckischen Staates befindlichen Aktien der Lübeck-Büchener Eisenbahn-Aktien gewählt.
Am 24. November 1875 konstituierte sich zur Sammlung für die Hinterbliebenen der durch Kentern ihres Bootes an der Travemünder Rhede am 22. verunglückten Lotsen ein unter Anderen aus ihm, Christoph und Herrmann Fehling sowie Johannes Albrecht Suckau bestehendes siebenköpfiges Komitee.
Nach der Überschwemmung 1876 baten die heimbesuchten Elbgegenden um Hilfe. In Lübeck bildete sich ein aus den Rehder, dem späteren Senator Georg Friedrich Harms, dem Vater von Emil Wolpmann sowie anderen bestehendes Komitee zur Unterstützung der Städte Lauenburg und Boizenburg. Mit diesen verbanden die Hansestadt vielfache enge Beziehungen.
Als Kandidaten für die Bürgerschaftswahlen hatte die Vertrauenskommission für den III. Wahlbezirk (Marien Quartier und Vorstadt St. Lorenz) Rehder in Aussicht genommen und am auf einer zu diesem Zwecke berufenen Versammlung letztmals aufgestellt. Bei der am 18. Juni 1881 von 10 Uhr und nicht wie bei der Reichstagswahl bis 18 Uhr, sondern nur 14 Uhr abgehaltenen Wahl wählten 638 von 1409 Wahlberechtigten 16 die Bürgerschaft ergänzende Personen. Rehder erhielt 285 Stimmen.
Seit 1883 nahm er die Stelle vom ersten Stellvertreter des Wortführers des Bürgerausschusses ein. Auf deren Senatssitzung am 8. April 1885 wurde Paul Ernst Reimpell für den Verstorbenen in den Bürgerausschuss gewählt.

### Soziales Wirken
Auf der Generalversammlung des Musikvereines am 21. Januar 1877 wurde mitgeteilt, dass dessen Defizit durch seine Mitgliederbeiträge vollständig gedeckt sei. Es wurde der Versuch unternommen für zwei der in jenem Winter abgehaltenen Konzerte ein Abonnement zustande zu bringen. Sein Vorstand sollte jedoch nicht verpflichtet werden, mehr als ein Konzert abzuhalten, wenn sich die Nachfrage als zu gering erweisen sollte. Für den aus dem Vorstand tretenden Rehder wurde Oberappellationsgerichtsrat Lehmann gewählt.

### Gemeinwesen

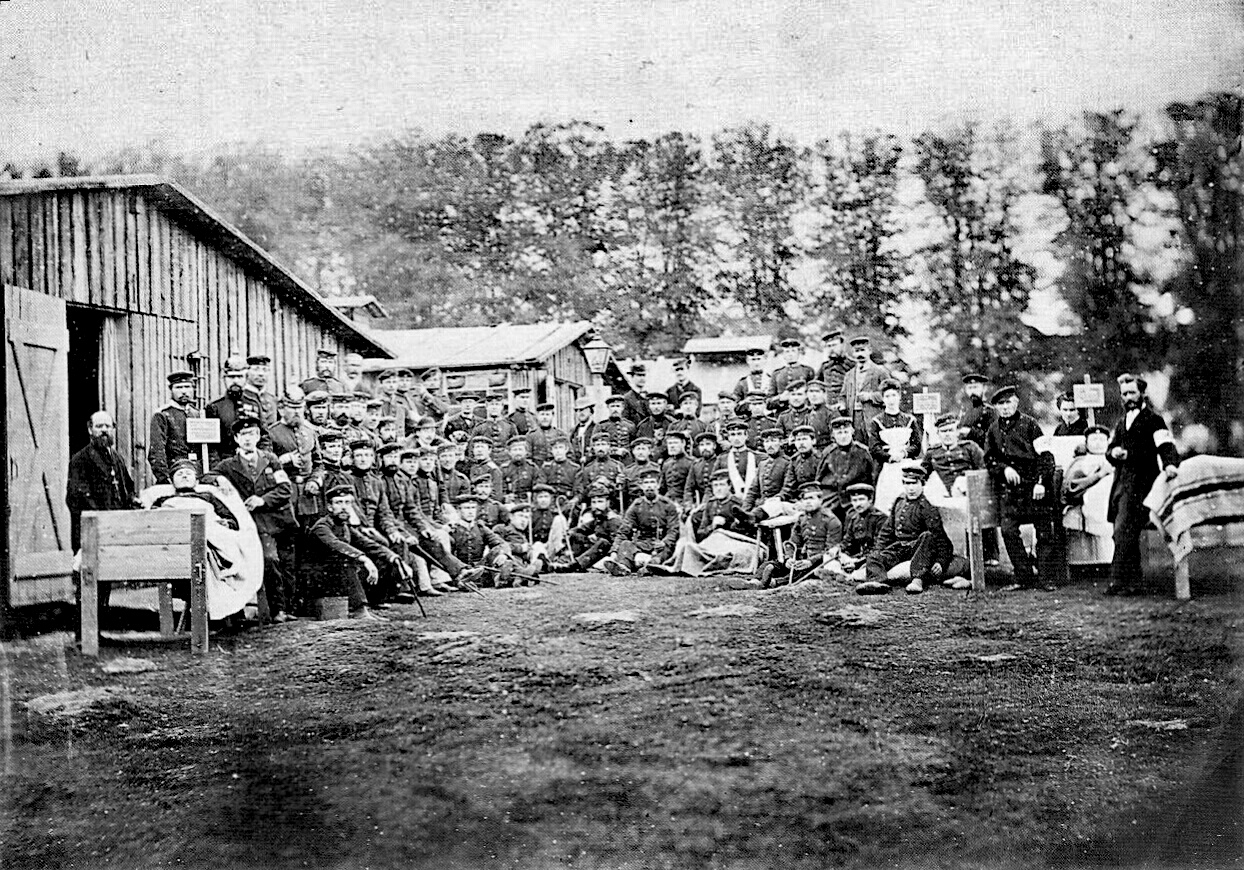
Lazarett an der Waisenhofallee

Durch die kaiserliche Allerhöchste Kabinettsorder des 18. März 1872 erhielt Rehder den Kronen-Orden IV. Klasse mit dem Roten Kreuz auf weißem Feld am Erinnerungsband, da er sich auf dem Gebiet der freiwilligen Krankenpflege während des Deutsch-Französischen Krieges besonders hervorgetan hat. Der lübeckische Kriegerverein ernannte ihn zu seinem Ehrenmitglied.
Helmuth von Moltke, lübeckischer Ehrenbürger, traf am Nachmittag des 15. August 1874 mit 20 Offizieren des Großen Generalstabes in Lübeck ein. Moltke nahm bei Rehder, Alfstraße 72, Wohnung.
Zur Neuwahl von zwei Mitgliedern des Gemeindeausschusses der Marienkirche Erasmi und Lange wurden der Brauer Lampe, Kaufmann Müller, Plessing und Rehder vorgeschlagen.
Am 6. Oktober 1884 wurde seine Frau in den Vorstand der Singakademie gewählt.